# Klek (Halbinsel)

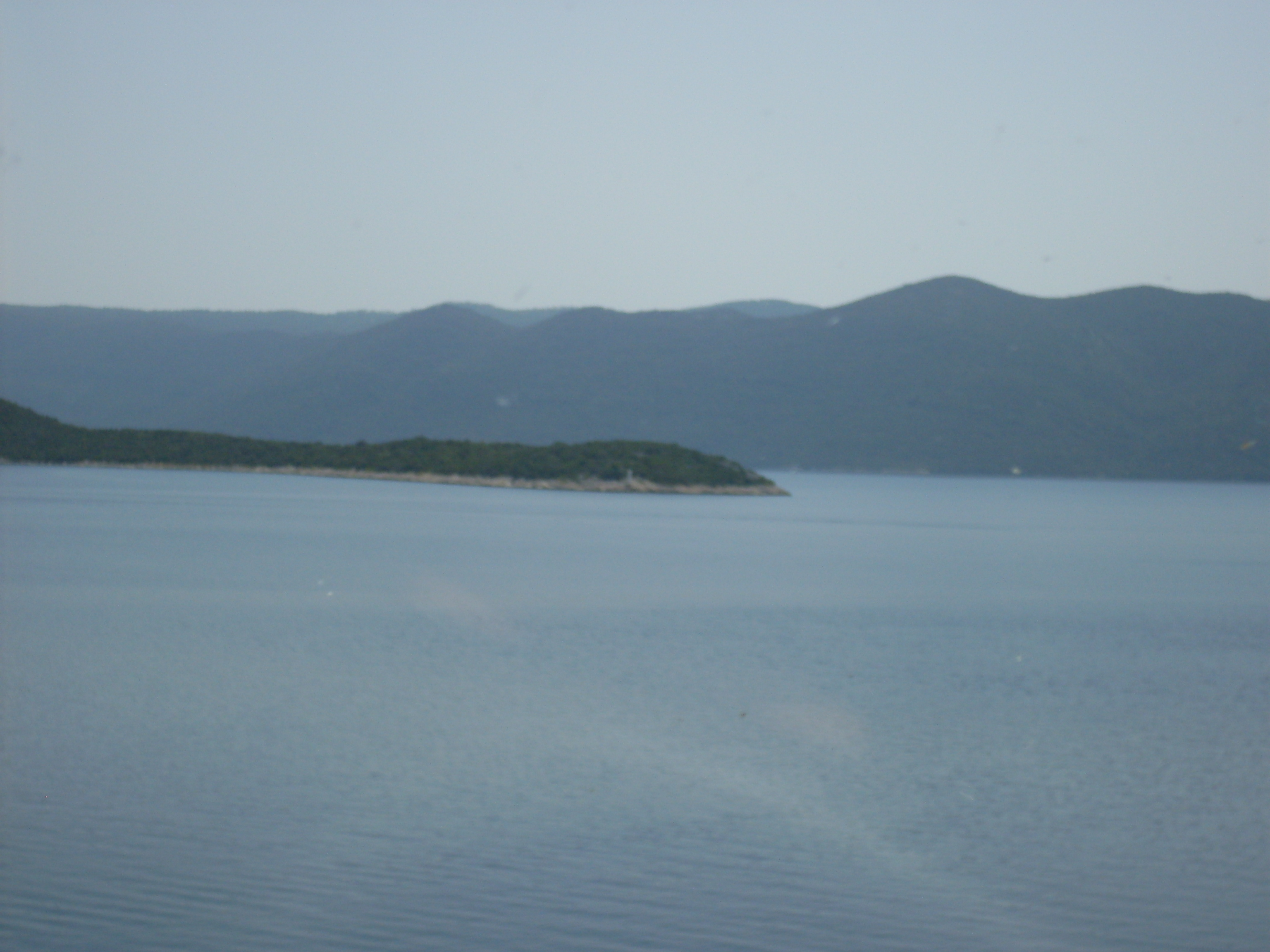
Die Nordspitze von Klek (2010),
im Hintergrund Pelješac

Klek ist eine Halbinsel an der dalmatinischen Adriaküste im Süden von Bosnien und Herzegowina.

## Geografische Lage
Die etwa 6,5 Kilometer lange und durchschnittlich 600 Meter breite Halbinsel ist dem Hafen Neum vorgelagert, dem einzigen Zugang von Bosnien und Herzegowina zum Meer.

## Historisches
Klek gehörte ebenso wie Neum zu dem mittelalterlichen Königreich Bosnien, dann zur Republik Dubrovnik und später zum Osmanischen Reich.
Während des Zweiten Weltkrieges war die Region Teil des Unabhängigen Staates Kroatien. Von 1945 bis 1992 gehörte Klek zur Republik Bosnien und Herzegowina  innerhalb des Staates Jugoslawien (Sozialistische Föderative Republik Jugoslawien).

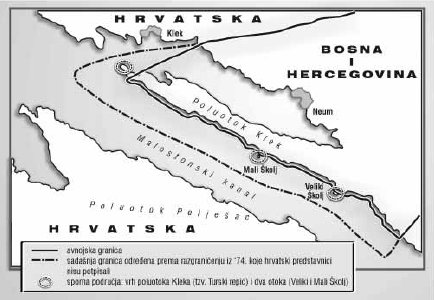
Grenzen von Bosnien-Herzegowina bei Neum in der Fassung des Abkommens von 1999

## Grenzdiskussionen
Die im Nordwesten der Halbinsel gelegene Inselspitze („Cape Rep Kleka“) befindet sich direkt gegenüber dem gleichnamigen Dorf Klek in Kroatien. Hier verlief die Grenze durch die Halbinsel, 1700–1805 zwischen dem osmanischen Bosnien und zur Republik Venedig, 1815–1918 zu Österreich-Ungarn. Der dort umstrittene Grenzverlauf wurde zuletzt 1999 im Rahmen von Verhandlungen zum Neum-Korridor festgelegt.